# Kazimierz Jarociński
Kazimierz Jarociński (ur. 4 marca 1901 w Łodzi, zm. 18 stycznia 1945 w Zakopanem) – działacz Polskiego Towarzystwa Tatrzańskiego (PTT) przed II wojną światową.

## Nauka i praca
Ukończył Gimnazjum Zgromadzenia Kupców w Łodzi i pracował początkowo jako księgowy w Banku Przemysłowców Chrześcijan, a potem w Elektrowni Łódzkiej.

## II wojna światowa, działalność konspiracyjna
Ranny w kampanii wrześniowej. Podczas okupacji mieszkał w Warszawie, gdzie prowadził przedstawicielstwo firmy „Kamea”. Podczas powstania warszawskiego walczył w szeregach AK, dostał się do niewoli, ale zbiegł z transportu pod Piotrkowem.

## Działalność w krajoznawstwie i taternictwie
Członkiem PTT został w końcu lat 20. XX w. w Łodzi. Od 1930 był członkiem Zarządu Oddziału PTT, a od 1933 skarbnikiem Oddziału PTT w Łodzi.
W latach 1930–1935 był członkiem zarządu Sekcji Taternickiej Oddziału PTT. Dla członków i sympatyków Oddziału organizował wycieczki w Tatry oraz odczyty o Tatrach. Uprawiał wspinaczkę, był członkiem, czynnym uczestnikiem Klubu Wysokogórskiego.
W latach 1935 i 1937 był jednym z trzech delegatów Oddziału na Walny Zjazd PTT (obok Czesława Bajera i Hermana Wendta). Na ostatnim przed wybuchem II wojny światowej zjeździe Oddziału powierzono mu funkcję sekretarza Oddziału.

## Śmierć i miejsce pochówku
18 stycznia 1945 r. został zastrzelony przez Niemców u wylotu Doliny Kościeliskiej, spoczywa na Nowym Cmentarzu przy ul. Nowotarskiej w Zakopanem (kw. K2-4-9).

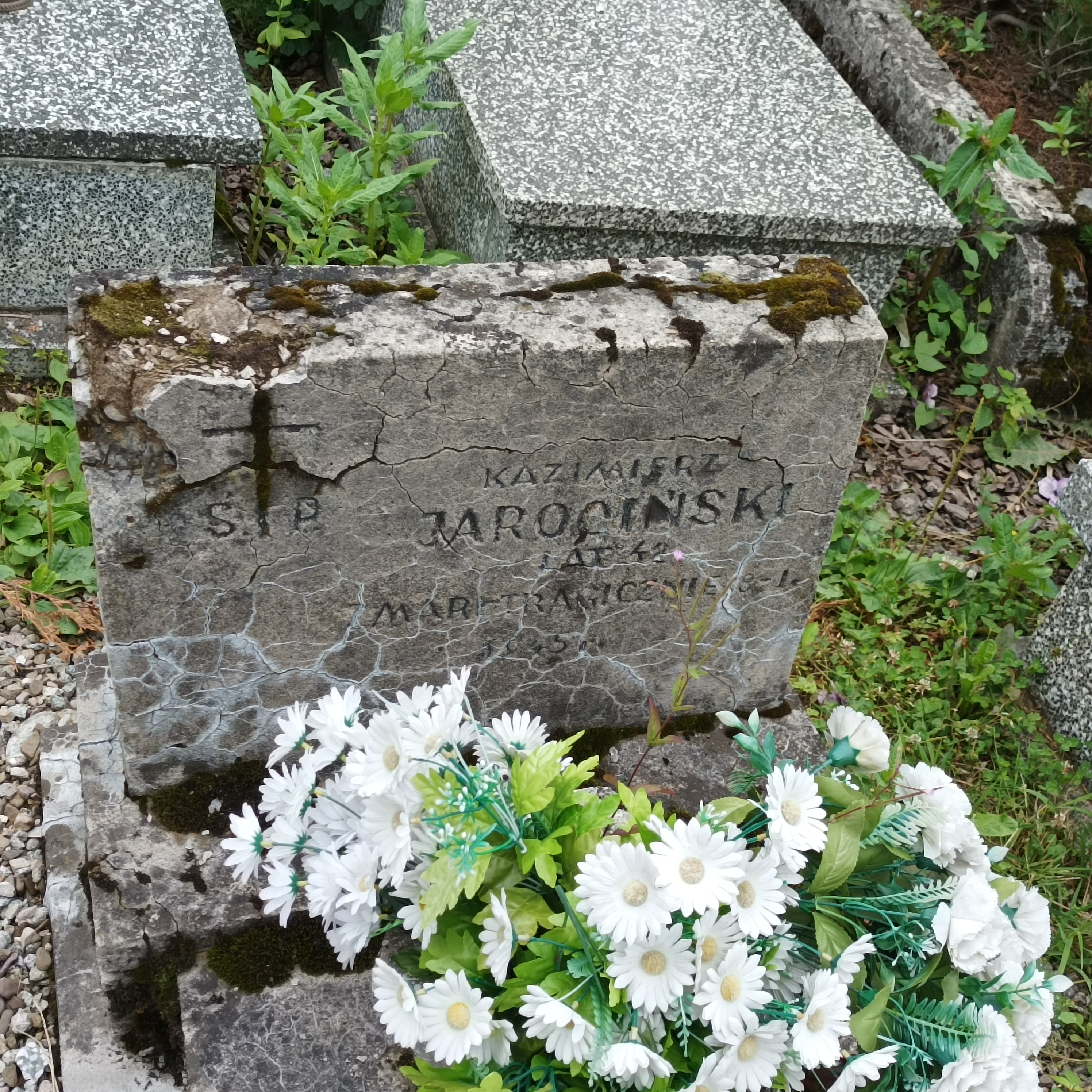
Grób Kazimierza Jarocińskiego na Nowym Cmentarzu w Zakopanem